# シャトーダン
シャトーダン （Châteaudun）は、フランス、サントル＝ヴァル・ド・ロワール地域圏、ウール＝エ＝ロワール県のコミューン。パリ盆地の南西に位置する。
かつての州、オルレアネ、ボース、ペルシュとの境に位置するシャトーダンは、ロワール川を見下ろす突出した岩の上につくられた。デュノワの中心地である。この天然の地形と、シャルトル＝トゥール間と、オルレアン＝ル・マン間を通る2つのローマ街道が交差する地点であり、このためにおそらくローマ時代から軍事上の要所とされた。6世紀後半にはトゥールのグレゴリウスがカストゥム＝ドゥネンセ（Castum-Dunense）という地名を書き記した。

## 由来

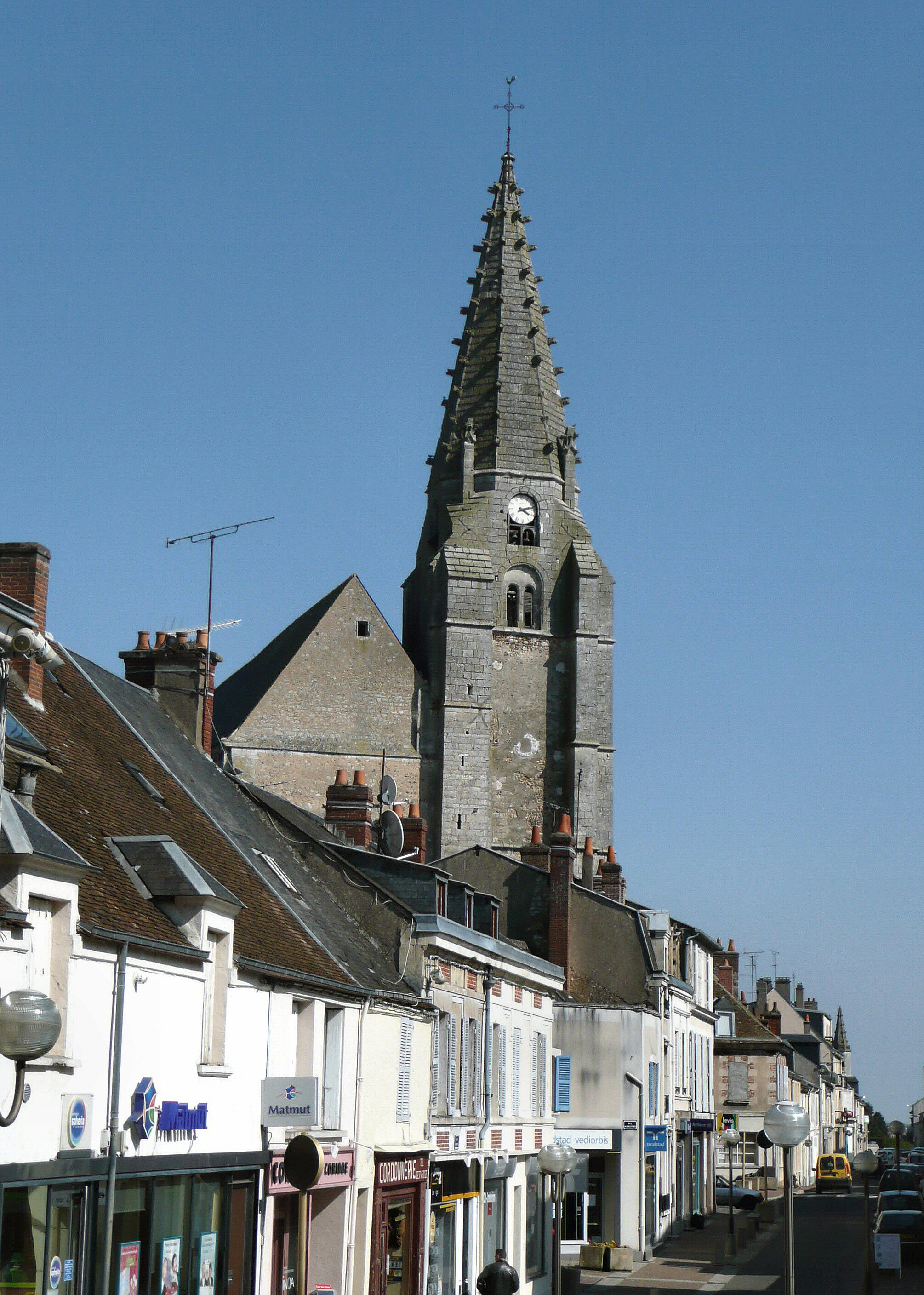
サン＝ヴァレリアン教会と町並み

シャトーダンは、どちらも要塞を意味する、ラテン語のカステルム（castellum）とガリア語のドゥノス（dunos）の2つの要素からできた地名である。
古いガリア語のdunon（砦）という言葉は、地名がラテン語化されてもフランスの多くの都市に残った。それは大半がガリアの部族長にちなんでいる。例としてルダン（Loudun）、ヴェルダン（Verdun）、ムードン（Meudon）があげられる。
フランス革命後、王政や封建制度を連想させる地名を共和国にふさわしく改名するよう国民公会が布告すると、シャトーダンはダン＝シュル＝ロワール（Dun-sur-Loir）と改名した。

## 出身者
- ロマン・フェイユ
- ブリス・フェイユ

## 姉妹都市
- シュヴァインフルト、ドイツ
- カップ＝ド＝ラ＝マドレーヌ、カナダ
- マルチェナ、スペイン
- アークロー、アイルランド
- クロムニェジーシュ、チェコ